# Geronimo (Ashland High)
Geronimo è un mixtape del cantante pop americano Trace Cyrus. È stato pubblicato il 1º gennaio 2012 in free download attraverso il sito dell'artista.
Tutti gli undici brani dell'album sono stati scritti da Trace e dai The Lost Boys (David Rancourt, Antoine Rochette, David Audet),i quali hanno anche prodotto il disco. Il mixaggio finale è stato realizzato da Nicolas Roberge.
L'album è molto particolare. Innanzitutto è insolito che un artista pop pubblichi un mixtape gratuito, cosa di solito fatta da artisti hip-hop. Inoltre è stato realizzato un video musicale per ogni singolo brano presente nel disco. Tutte le tracce sono state prodotte in una settimana di duro lavoro di Trace con i Lost Boys (trio di producers e coautori di tutti i testi).
Dato il flop totale del precedente mixtape della band ('Don't You Ever Leave My Side'),questa è considerata la prima vera release ufficiale di Ashland HIGH.
Il mixtape riceve più di 3 000 downloads in 48 ore. In simultanea con l'uscita dell'album, Trace lancia il video per il primo singolo Jealous Lover, girato in varie location intorno a Venice Beach.
L'artista ha realizzato un video per ogni brano.

## Tracce
1. Jealous Lover - 3:47
2. Satellite - 4:00
3. Overload - 3:26
4. Heartbeats - 2:55
5. Sippin on Sunshine - 3:15
6. Highs And Lows - 3:07
7. XTC - 3:36
8. Clouds - 3:30
9. One Night - 3:16
10. We Never Sleep - 2:46
11. Shadows - 4:14